# アンゴニア
アンゴニア（ポルトガル語: Angónia）は、モザンビーク・テテ州の北東にある県（District）である。アンゴニアは、位置する高原の名称であり、「アンゴニの土地」という意味である。アンゴニとは、19世紀のズールー王国に圧迫されて南アフリカから北上したンゴニ族を指す。中心地はウロングウェ（Ulongué）(ビーラ・ウロングウェ・ Vila Ulongué)。

## 人口統計
2005年現在、人口の47%は15歳未満。人口の11%はポルトガル語を話す。

## 地理
約1,200mの高地にあたり、テテ州の他の地域と異なり比較的涼しい。ツァンガノ県（Tsangano）、マカンガ県（Macanga）及び、隣国マラウイのデッザ、ンチェウの各Districtに囲まれている。公用語はポルトガル語であるが、現地ではチェワ語が主に話されている。中心地・ウロングウェには、中等学校のほか、教員養成学校（ポルトガル語: Instituto de Magistério Primário de Angónia）も置かれている。

## 交通
2005年頃、マラウイのデッザとテテ州西部のゾブエ間の道路が改良されたことから、マラウイの首都リロングウェとテテ市、ジンバブエを結ぶ主要ルート上となり、交通量が増えている。

## 経済
通貨は、モザンビークの通貨メティカル（メティカシュ）以上に、マラウイのマラウイ・クワチャが通用する。